# Zelenîi Hai, Vasîlivka
Zelenîi Hai (în ucraineană Зелений Гай) este un sat în comuna Pidhirne din raionul Vasîlivka, regiunea Zaporijjea, Ucraina.

## Demografie
Componența lingvistică a localității Zelenîi Hai
     Ucraineană (84,55%)
     Rusă (15,45%)
Conform recensământului din 2001, majoritatea populației localității Zelenîi Hai era vorbitoare de ucraineană (84,55%), existând în minoritate și vorbitori de rusă (15,45%).